# Wereldkampioenschap handbal vrouwen 1957
Het 1ste wereldkampioenschap handbal voor vrouwen vond plaats van 13 tot 20 juli 1957 in Joegoslavië. Negen landenteams namen deel aan de strijd om de wereldtitel.

## Voorronde

### Groep A
| Land       | Wed | W | G | V | DV | DT | DS  | Ptn |
| ---------- | --- | - | - | - | -- | -- | --- | --- |
| Denemarken | 2   | 2 | 0 | 0 | 15 | 5  | +10 | 4   |
| Oostenrijk | 2   | 1 | 0 | 1 | 7  | 10 | –3  | 2   |
| Roemenië   | 2   | 0 | 0 | 2 | 2  | 9  | –7  | 0   |

| Oostenrijk | 3 – 1 | Roemenië   |
| Denemarken | 6 – 1 | Roemenië   |
| Denemarken | 9 – 4 | Oostenrijk |

### Groep B
| Land              | Wed | W | G | V | DV | DT | DS | Ptn |
| ----------------- | --- | - | - | - | -- | -- | -- | --- |
| Tsjecho-Slowakije | 2   | 2 | 0 | 0 | 13 | 8  | +5 | 4   |
| Hongarije         | 2   | 1 | 0 | 1 | 13 | 10 | +3 | 2   |
| Zweden            | 2   | 0 | 0 | 2 | 6  | 14 | –8 | 0   |

| Hongarije         | 9 – 2 | Zweden    |
| Tsjecho-Slowakije | 8 – 4 | Hongarije |
| Tsjecho-Slowakije | 5 – 4 | Zweden    |

### Groep C
| Land           | Wed | W | G | V | DV | DT | DS  | Ptn |
| -------------- | --- | - | - | - | -- | -- | --- | --- |
| Joegoslavië    | 2   | 2 | 0 | 0 | 18 | 9  | +9  | 4   |
| West-Duitsland | 2   | 1 | 0 | 1 | 13 | 11 | +2  | 2   |
| Polen          | 2   | 0 | 0 | 2 | 7  | 18 | –11 | 0   |

| Joegoslavië    | 11 – 3 | Polen          |
| West-Duitsland | 7 – 4  | Polen          |
| Joegoslavië    | 7 – 6  | West-Duitsland |

## Hoofdronde

### Groep I
| Land        | Wed | W | G | V | DV | DT | DS | Ptn |
| ----------- | --- | - | - | - | -- | -- | -- | --- |
| Hongarije   | 2   | 1 | 1 | 0 | 15 | 9  | +6 | 3   |
| Joegoslavië | 2   | 1 | 0 | 1 | 14 | 17 | –3 | 2   |
| Denemarken  | 2   | 0 | 1 | 1 | 12 | 15 | –3 | 1   |

| Hongarije   | 10 – 4 | Joegoslavië |
| Hongarije   | 5 – 5  | Denemarken  |
| Joegoslavië | 10 – 7 | Denemarken  |

### Groep II
| Land              | Wed | W | G | V | DV | DT | DS  | Ptn |
| ----------------- | --- | - | - | - | -- | -- | --- | --- |
| Tsjecho-Slowakije | 2   | 2 | 0 | 0 | 22 | 7  | +15 | 4   |
| West-Duitsland    | 2   | 1 | 0 | 1 | 14 | 18 | –4  | 2   |
| Oostenrijk        | 2   | 0 | 0 | 2 | 11 | 22 | –11 | 0   |

| West-Duitsland    | 10 – 8 | Oostenrijk     |
| Tsjecho-Slowakije | 12 – 3 | Oostenrijk     |
| Tsjecho-Slowakije | 10 – 4 | West-Duitsland |

## 7de-9de plaats
| Land     | Wed | W | G | V | DV | DT | DS | Ptn |
| -------- | --- | - | - | - | -- | -- | -- | --- |
| Polen    | 2   | 2 | 0 | 0 | 7  | 1  | +6 | 4   |
| Zweden   | 2   | 1 | 0 | 1 | 3  | 5  | –2 | 2   |
| Roemenië | 2   | 0 | 0 | 2 | 1  | 5  | –4 | 0   |

| Polen  | 4 – 1 | Zweden   |
| Zweden | 2 – 1 | Roemenië |
| Polen  | 3 – 0 | Roemenië |

## 5de/6de plaats
| Denemarken | 10 – 6 | Oostenrijk |

## Troostfinale
| Joegoslavië | 9 – 6 | West-Duitsland |

## Finale
| Tsjecho-Slowakije | 7 – 1 | Hongarije |

## Eindrangschikking
| Rang   | Team              |
| ------ | ----------------- |
| Goud   | Tsjecho-Slowakije |
| Zilver | Hongarije         |
| Brons  | Joegoslavië       |
| 4      | West-Duitsland    |
| 5      | Denemarken        |
| 6      | Oostenrijk        |
| 7      | Polen             |
| 8      | Zweden            |
| 9      | Roemenië          |